# Patinação artística na Universíada de Inverno de 1995
As competições de patinação artística na Universíada de Inverno de 1995 foram disputadas em Jaca, Espanha, entre 18 e 26 de fevereiro de 1995.

## Medalhistas
| Evento               | Ouro                                            | Prata                                               | Bronze                                                  | Ref.  |
| -------------------- | ----------------------------------------------- | --------------------------------------------------- | ------------------------------------------------------- | ----- |
| Individual masculino | Michael Weiss · Estados Unidos                  | Damon Allen · Estados Unidos                        | Zhang Min · China                                       | [ 1 ] |
| Individual feminino  | Tonia Kwiatkowski · Estados Unidos              | Maria Butyrskaya · Rússia                           | Kumiko Koiwai · Japão                                   | [ 1 ] |
| Duplas               | Marina Khalturina · Andrei Krukov · Cazaquistão | Dorota Zagórska · Mariusz Siudek · Polônia          | Aimee Offner · Douglas Cox · Estados Unidos             | [ 1 ] |
| Dança no gelo        | Irina Lobacheva · Ilia Averbukh · Rússia        | Kateřina Mrázová · Martin Šimeček · Tchecoslováquia | Elizaveta Stekolnikova · Dmitri Kazarlyga · Cazaquistão | [ 1 ] |

## Quadro de medalhas
| Ordem | País            | Medalha de ouro | Medalha de prata | Medalha de bronze |    |
| ----- | --------------- | --------------- | ---------------- | ----------------- | -- |
| 1     | Estados Unidos  | 2               | 1                | 1                 | 4  |
| 2     | Rússia          | 1               | 1                |                   | 2  |
| 3     | Cazaquistão     | 1               |                  | 1                 | 2  |
| 4     | Polônia         |                 | 1                |                   | 1  |
| 4     | Tchecoslováquia |                 | 1                |                   | 1  |
| 6     | China           |                 |                  | 1                 | 1  |
| 6     | Japão           |                 |                  | 1                 | 1  |
| TOTAL | TOTAL           | 4               | 4                | 4                 | 12 |